# Mezzanotte a Broadway
Mezzanotte a Broadway (Charlie Chan on Broadway) è un film del 1937 diretto da Eugene Forde basato sul personaggio di Charlie Chan creato da Earl Derr Biggers, ispettore cinese della polizia di Honolulu, interpretato qui per la quindicesima e penultima volta dall'attore di origine svedese Warner Oland.

## Trama
Il detective Charlie Chan insieme al figlio Lee è in viaggio su un transatlantico per New York, dove è atteso dalla polizia locale. Durante il viaggio, la loro vicina di camera, Billie Bronson, nasconde tra i loro bagagli un oggetto misterioso, cosicché, grazie all'immunità diplomatica di cui gode l'investigatore cinese, possa passare la dogana senza sospetti. In seguito Billie decide di alloggiare nello stesso hotel della famiglia Chan, per avere così l'opportunità di recuperare l'oggetto. Nel frattempo prende anche contatti con il direttore del giornale locale e gli offre l'esclusiva delle sue scottanti rivelazioni in cambio di un'ingente somma di denaro. Billie si reca poi al Hottentop Club, locale di proprietà del suo ex fidanzato Johnny Burke, e qui ha una burrascosa lite proprio con lui e con la sua ex amica Marie Collins, che l'ha sostituita nel cuore di Johnny. Poco dopo il corpo di Billie viene ritrovato privo di vita da Speed Patten, giornalista rampante del quotidiano locale. Le accuse cadono subito su Jhonny, che approfittando di un momento di oscurità nella stanza del delitto riesce a fuggire.
Charlie Chan continua ad indagare e si accorge che alla donna è stata sottratta una chiave di hotel, che risulta proprio la chiave della stanza 313, quella di Chan e di suo figlio: è chiaro che quello che l'assassino cercava e che la donna nascondeva si trovava li. Insieme all'ispettore si reca nella sua stanza ma vi trova soltanto un'altra vittima che si scopre essere il marito di Marie. Nel frattempo Johnny Burke, consigliato dal suo legale, si consegna alla polizia, ma nega di essere l'assassino, e l'esame della paraffina conferma la sua innocenza. Proprio mentre sembra non ci sia la soluzione al caso, Charlie riunisce tutti i protagonisti all'Hottentop e con uno stratagemma obbliga l'assassino a dichiararsi: Si tratta dell'insospettabile Speed Patten che dalle rivelazioni del diario di Billie Bronson aveva più di tutti da perdere in quanto avrebbero svelato il suo doppiogioco che durava da anni.

## Distribuzione
Distribuito dalla Twentieth Century Fox Film Corporation, il film uscì nelle sale cinematografiche USA il 8 ottobre 1937.